# 葛城ゆい
葛城 ゆい（かつらぎ ゆい、1959年1月5日 - ）は日本の女優。O型。大阪府出身。本名:多田 祐子。劇団NLT所属。

## 人物・略歴
大阪府立箕面高等学校卒業。
宝塚歌劇団出身。64期生。
身長158cm・体重50kg。特技はダンス・日本舞踊・歌。
同期にひびき美都（元花組トップ娘役）、いずれも女優の秋篠美帆（元花組トップ娘役）、幸和希、郷真由加、仁科有理、宝塚音楽学校講師の紫苑ゆう（元星組トップスター）、宝塚歌劇団振付家の御織ゆみ乃がいる。

## 出演

### 舞台
- 松井誠錦秋公演
- おためし遊ばせ
- 広島の姉妹
- 桜吹雪狸御殿
- 暴れん坊将軍
- 喜劇「女房は幽霊」（2011年9月6日-25日、京都四條南座）

### ドラマ
- さわやか3組
- あぐり
- 七瀬ふたたび
- 土曜ワイド劇場「法医 歯科学の女 青いサンゴ礁にナゾの白骨死体!」（1999年7月31日）

### Vシネマ
- 天使の瞳

### 吹き替え
- キル・ビルII
- カンフー・プリンセス・ウェンディー・ウー（ニーナ　役）
- ER X 緊急救命室（アルマ）
- 月のひつじ
- 名犬ラッシー
- 名探偵モンク3
- 名探偵モンク6（サリー 役（ディナ・メイヤー）） 第8話
- 殺人の足跡 マーダーランド（メイトランド 役）

### その他
- なんでもQ（ハチの主婦の一員、ダチョウの貿易商）

### ショー
- ボンジュール宝塚